# Jánosháza, Vas
Jánosháza  este un sat în districtul Celldömölk, județul Vas, Ungaria, având o populație de 2.587 de locuitori (2011). 

## Demografie
Componența etnică a satului Jánosháza
     Maghiari (92,7%)
     Romi (6,05%)
     Necunoscut (0,3%)
     Alții (0,95%)
Componența confesională a satului Jánosháza
     Romano-catolici (65,98%)
     Luterani (3,13%)
     Fără religie (2,09%)
     Reformați (1,7%)
     Necunoscută (26,56%)
     Alte religii (1,78%)
Conform recensământului din 2011, satul Jánosháza avea 2.587 de locuitori. Din punct de vedere etnic, majoritatea locuitorilor (92,7%) erau maghiari, cu o minoritate de romi (6,05%). Apartenența etnică nu este cunoscută în cazul a 0,3% din locuitori.  Din punct de vedere confesional, majoritatea locuitorilor (65,98%) erau romano-catolici, existând și minorități de luterani (3,13%), persoane fără religie (2,09%) și reformați (1,7%). Pentru 26,56% din locuitori nu este cunoscută apartenența confesională.